# Wadj-wer
Wadj-wer és el nom que els egipcis donaven a la mar Mediterrània. La seva traducció és "El gran verd" pel color verdós de les aigües.
Es creia comunament que Wadj-wer era una personificació del mar Mediterrani; tanmateix, sembla més probable que més aviat representés les llacunes i els llacs del delta del Nil més al nord, tal com suggereixen alguns textos que descriuen el "gran verd" com a terres seques que es podrien creuar a peu, possiblement una menció de la vora entre dos o més llacs.
El testimoni més antic conegut de Wadj-wer es remunta a la dinastia V, al temple funerari de la piràmide de Sahure, a Abusir; aquí sembla semblant al déu Hapi, però amb el cos ple d'ondes d'aigua. També apareix a les parets de la tomba QV55, molt posterior (dinastia XX) del príncep Amunherkhepeshef, fill del faraó Ramsés III.
Els contactes amb els estats de la zona de Llevant i la mar Egea foren habituals a partir de la dinastia XII.